# Воронівці (Хмільницький район)
Воро́нівці — село в Україні, в Уланівській сільській громаді Хмільницького району Вінницької області. Населення становить ▼538 осіб. Розташоване за 25 км від міста Хмільника.

## Походження назви
Назва походить від прізвища керівника укріплення на березі річки Сниводи Ворона чи Ворони. Укріплення було засноване в ІІ половині 15 століття. Пізніше було зміцнене на вимогу брацлавського старости К. І. Острозького та кам'янецького старости П. Лянцкоронського. Поселення знаходилося на прикордонні польсько-литовських і татарських володінь. Спочатку складалося з кількох укріплень вздовж бродів річки, аж до впадіння в неї притоки Витхли. До 20—30-х років 20 століття поселення носило назву Воронинці.
Інша версія говорить, що після знищення татарами попередніх поселень, що були на місці нинішніх Воронівець (а саме: на північ за селом — Селисько, на південь — Головщина, на південний схід — Скаржинці) шляхтичі Вороничі (Воронецькі) отримали тут землі для заселення. Спочатку їх осідок мав назву Воронича (Вороняча) слобода. Невдовзі власники зміцнили поселення, обгородили його, поселення переросло у Воронича (Вороняче) городище. Для цього пристосували навіть колишні, ще домонгольські два вали, що захищали давній осідок на південному сході села.
У назві села є також суфікс присвійності –ин (ц) –і, який вказує кому належало село. Варто відзначити, що цей суфікс на Поділлі позначав часто жителів поселень (не обов'язково нащадків). Назва «Воронинці» — утворена від прізвища у формі множини. А це свідчить, що першопоселенцями була досить велика родина чи навіть декілька родин зі спільним прізвищем. Саме прізвище «Воронич», «Воронячі» чи «Воронецькі» передавалося з покоління до покоління і згодом закріпилося за всіма жителями слободи, городища, села. Таким чином прізвище ставало назвою поселення. Є припущення, що потомки засновників поселення могли бути від сина Ольгерда сіверського князя Дмитра-Корибута (1350 р.н.) — родоначальника волинських княжих родів Воронецьких, вихідців з Литовського князівства. Ця територія була на прикордонні литовсько-татарських володінь, отже потребувала особливої охорони біля бродів і переправ.
У селі річка Батіжок впадає у річку Снивода.

## Герб
У щиті, скошеному справа лазуровим та зеленим, срібний хвилеподібний перев'яз справа. У першій частині дві золоті шаблі, покладені в косий хрест. У другій частині золотий сніп. Поверх перев'язу понижене золоте колесо водяного млина.

## Історія
На території села люди проживають досить давно. Археологами виявлено поселення пізньої бронзи, білогрудівської культури 11—9 ст. до н. е., поселення залізної доби — 8—3 ст. до н. е., ранньослов'янське поселення 7—8 ст. н. е. та ін.
У 1508 році тут сталася битва з татарами, яких розбив львівський каштелян Ян Кам'янецький. 2000 татар було в результаті битви знищено. На місцині, де розташовані Воронівці, за легендами, 1362 року відбулася велика битва русько-литовських об'єднаних військ на чолі з князем Ольгердом проти ординських ханів Котлубуга, Качибея і Дмитра-Солтана. Нині про це нагадують три майже розораних могили на берегах річки Синьої Води (Сниводи). На місці означених могил жителі села під час татарських набігів влаштовували спостережливі пункти. З дерева будувалися «вишки». Такий пункт спостереження знаходився й на Хуторах Кривошиїнських. Коли на ньому запалювали вогонь, дозір у Воронинцях запалював своє вогнище, щоб його побачили у сусідніх Пагурцях. Звідти, ніби по естафеті, палили багаття на вежі в іншому поселенні. На дзвіниці церкви чергував дзвонар, котрий сповіщав про небезпеку. Люди забирали дітей, найцінніше майно і втікали у ліси, річкові зарості, де й переховувалися.
У 1847—1848 роках у воронинському маєтку княгині Кароліни Івановської-Вітгенштейн гостював угорський композитор, піаніст-віртуоз і диригент Ференц Ліст. Тут він створив цикл музичних творів під назвою «Колоски з Воронинців». Уродженець села, скульптор Микола Шакула, створив пам'ятний знак маестро, який відкрито у 2008 році. Йому ж роботи — пам'ятний знак у селі жертвам Голодомору (1932—1933 рр.).
У 1898 році тут мешкало лише православних 1308 чоловік. Проживали також католики, євреї.
Під час організованого радянською владою Голодомору 1932—1933 років померло щонайменше 307 жителів села.

## Відомі люди
У селі народилися:
- Протор'єв Валерій Семенович (1924—1997) — скульптор, кераміст;
- Протор'єв Євген — художник;
- Очеретний Володимир Феодосійович, лауреат і переможець обласних і республіканських виставок образотворчого мистецтва, фотокореспондент, заслужений журналіст України, почесний громадянин містечка Тиврів.
- Шлапак Василь Павлович, український краєзнавець, педагог та історик.

Воронівці вивели у світ начальника Вінницького обласного управління в справах захисту споживачів І. І. Сороку, начальника Вінницького обласного управління Ощадного банку України Л. М. Крутенка. Звідси вийшли голова Хмільницької районної Ради і голова Хмільницької держадміністрації у минулому М. І. Меть, доктор Філософських наук, професор М. О. Темнюк та ін.

## Пам'ятки
- Гідрологічний заказник місцевого значення Снивода.